# 大蒙塔尼茨山

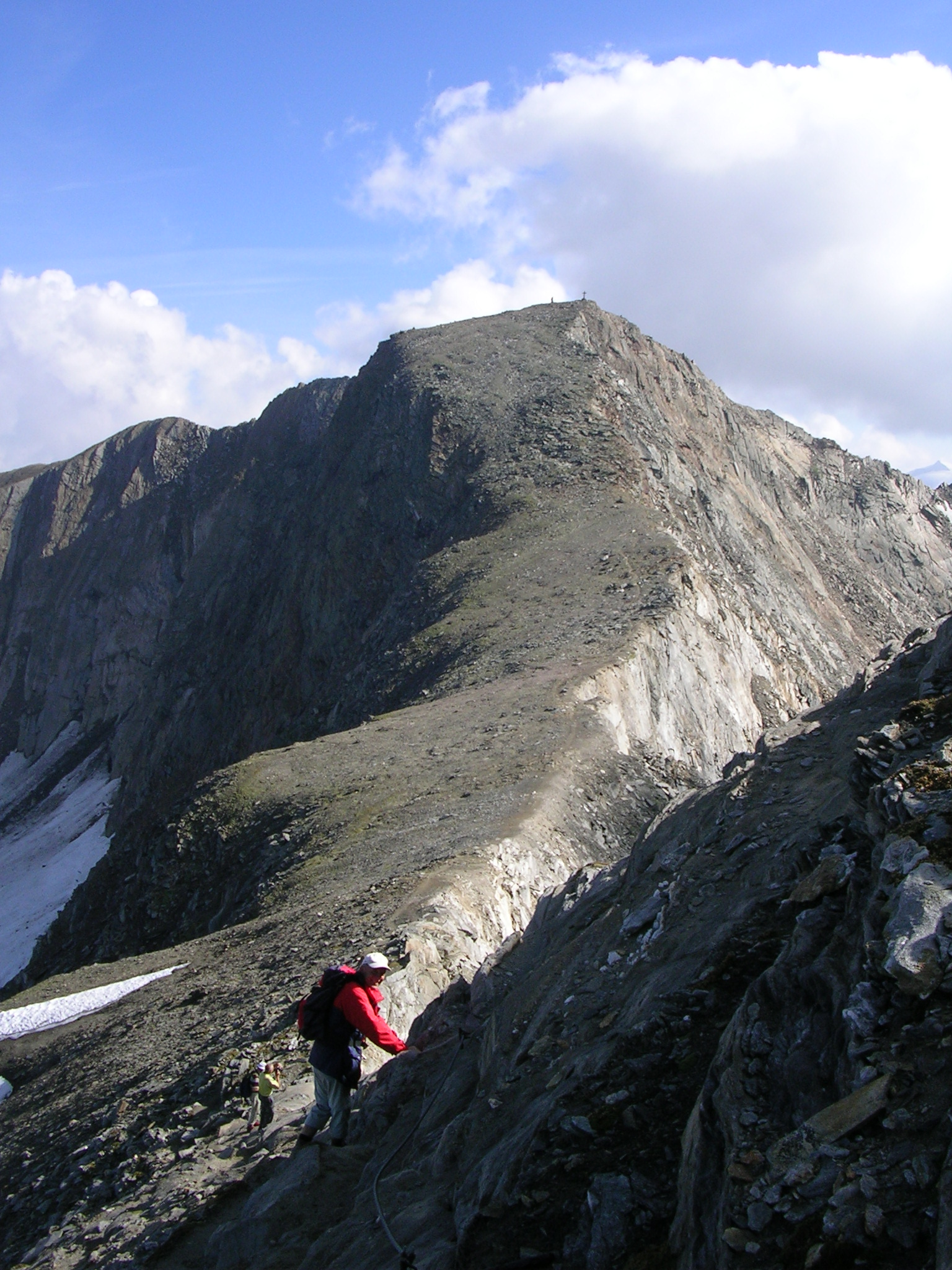

47°4′N 12°35′E / 47.067°N 12.583°E
大蒙塔尼茨山（德語：Großer Muntanitz），是奧地利的山峰，位於該國西部，由蒂羅爾州負責管轄，屬於高地陶恩山脈的一部分，海拔高度3,232米，每年平均降雨量2,073毫米。